# Новороссийка (Ромненский район)
В Мазановском районе Амурской области тоже есть село Новороссийка.
Но́воросси́йка — село в Ромненском муниципальном округе Амурской области России (до 2020 года в Ромненском муниципальном районе. Входило до 2015 года в Верхнебельский сельсовет, с 2015 до 2020 года в Поздеевский сельсовет. 

## География
Село Новороссийка стоит на левом берегу реки Белая (левый приток реки Зея).
Село Новороссийка расположено к юго-западу от районного центра Ромненского района села Ромны, автомобильная дорога идёт через Поздеевку, Верхнебелое Знаменку, Святоруссовку и Любимое, расстояние до райцентра — 44 км.
От села Новороссийка на юг идёт дорога к селу и железнодорожной станции Поздеевка, расстояние — 5 км.
Расстояние до административного центра Верхнебельского сельсовета села Верхнебелое (через Поздеевку) — 9 км.
От села Новороссийка на запад идёт дорога к селу Вознесеновка; на север — к сёлам Возжаевка и Амурское Белогорского района.

## Население
| 2002 | 2010 | 2012 | 2013 | 2014 | 2015 | 2016 |
| ---- | ---- | ---- | ---- | ---- | ---- | ---- |
| 216  | ↘156 | ↘148 | →148 | ↗153 | ↗156 | ↗159 |
| 2017 | 2018 |      |      |      |      |      |
| ↘148 | →148 |      |      |      |      |      |

По данным переписи 1926 года по Дальневосточному краю, в населённом пункте числилось 162 хозяйства и 911 жителей (464 мужчины и 447 женщин), из которых преобладающая национальность — украинцы (143 хозяйства).

## Инфраструктура
- Остановочный пункт 7910 км Забайкальской железной дороги.
- Железнодорожный мост на Транссибе через реку Белая.